# Monte Denauro
Il Monte Denauro (in lingua inglese: Mount Denauro) è una montagna antartica alta 2340 m, situata sul fianco occidentale del Ghiacciaio Scott, 6 km a sud del Lee Peak, nei Monti della Regina Maud, in Antartide.

## Storia
Il monte fu mappato per la prima volta dall'United States Geological Survey sulla base di ispezioni in loco e foto aeree scattate dalla U.S. Navy nel periodo 1960–64.
La denominazione è stata assegnata dall'Advisory Committee on Antarctic Names (US-ACAN) in onore di Ralph Denauro, meccanico aeronautico della squadriglia VX-6 della U.S. Navy durante l'Operazione Deep Freeze del 1966.